# Sartirana Lomellina
Sartirana Lomellina är en ort och kommun i provinsen Pavia i regionen Lombardiet i Italien. Kommunen hade 1 593 invånare (2018).